# Amu-darja
Az Amu-darja (az ókorban ógörögül Ὦξος [Óxosz], latinul Oxus, tádzsikul Омударё [Omudarjo] vagy дарёи Ому [darjoi Omu], perzsául آمودریا [Âmudaryâ], üzbégül Amudarjo) Közép-Ázsia két leghosszabb folyója közül az egyik (a másik a vele szinte párhuzamosan folyó Szir-darja).

## Neve
A darja szó jelentése perzsa nyelven „tenger” vagy „nagy folyó”. Van olyan etimológia, amely szerint az Amu előtag a mai Türkmenabat város ókori nevével lehet összefüggésben (Āmul).
A helyiek közül sokan – ahogy a legtöbb középkori muszlim forrás is جيحون [Dzsajhun] néven emlegetik, ami egyes vélemények szerint a Gihon szóból származik, amely a bibliai Édenkert négy nagy folyójának egyikét jelöli.
Ókori neve, az Oxus a mai Vahs folyó nevének egy változata lehet.
A hindu Vaju-purána és a Matszja-purána Csaksu néven említik.

## Leírása
Az Amu-darja a Pamír-hegységben ered és korábban az Aral-tóba ömlött, ma már azonban az intenzív öntözés által is csökkentett vízbőségű folyó nem éri el a zsugorodó tavat és korábbi deltájának ágai eltűnnek a Turáni-alföldön.
A Vahs és a Pandzs folyók összeömlése hozza létre, hossza innentől számítva mintegy 1400 kilométer, de ha a Pandzs pamíri forrásvidékétől számítjuk, akkor mintegy 2620 km, amivel a Föld 29. leghosszabb folyója. Vízgyűjtő területe mintegy 227 000 km², ezzel a 48. legnagyobb. Medencéjén Afganisztán, Tádzsikisztán, Türkmenisztán és Üzbegisztán osztozik.
Mintegy 1450 kilométeres szakaszon hajózható. Átlagos vízhozama 2525 m³/másodperc.

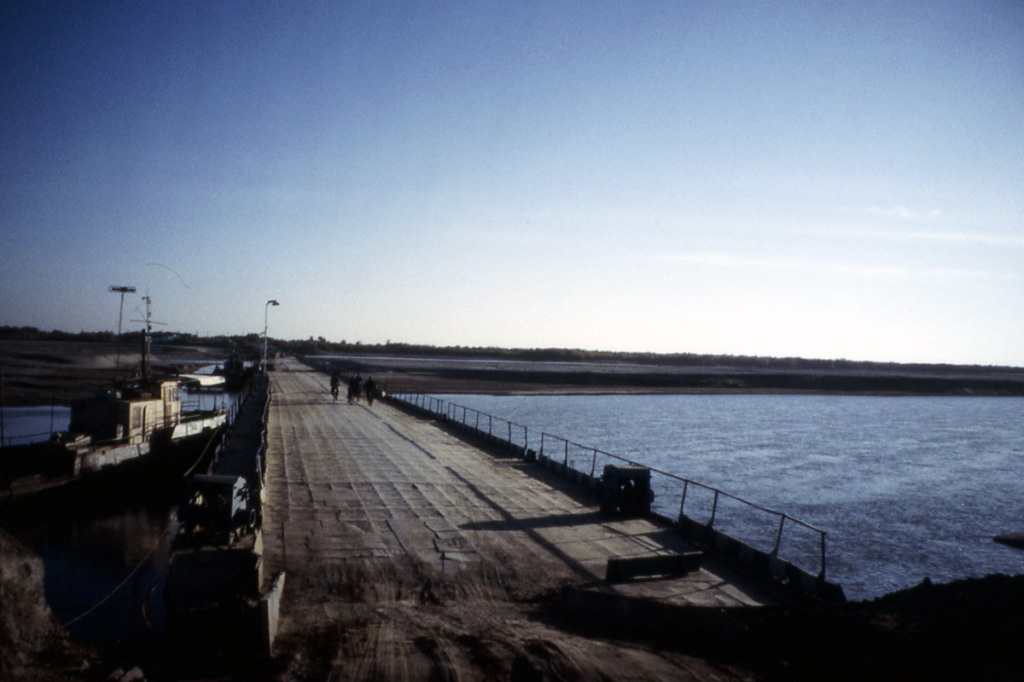
Pontonhíd az Amu-darján Urganch (Üzbegisztán) közelében

Egyik fő forrása a Pamír folyó, amely a Pamír-hegységben a Zorkul tóból ered és keleti irányban Istrag felé folyik, ahol észak felé fordul. Ezután az Amu-darja délnyugati irányba fordul, a tőle északra elterülő Tádzsikisztán és a déli Afganisztán határát alkotva. Ezen a szakaszon a Tádzsik-Afgán Barátság-hídon lehet átkelni a folyón. Tovább haladva nyugat felé a folyó mintegy 200 kilométeres szakaszon az üzbég-afgán határt alkotja, elhaladva Termez mellett és az Afgán–üzbég barátság híd alatt. Újabb száz kilométeres szakaszon az afgán-türkmén határt is az Amu-darja jelöli ki, itt azonban északnyugat felé tartva a folyó Kerkinél türkmén területre lép. Elhalad Türkmenabat mellett és Kalkabadtól a türkmén-üzbég határon folyik tovább, majd sok ágra szakad, amelyek egykor a folyó deltáját alkották, Urganch, Daşoguz és más városok közelében, de az ágak nem érik el a zsugorodó Aral-tót.
A történelmi feljegyzések arra utalnak, hogy valamikor a folyó nyugati irányban a Kaszpi-tengerbe ömlött, esetleg az Aral-tóba is és a Kaszpi-tengerbe is egyszerre.

## Az öntözés

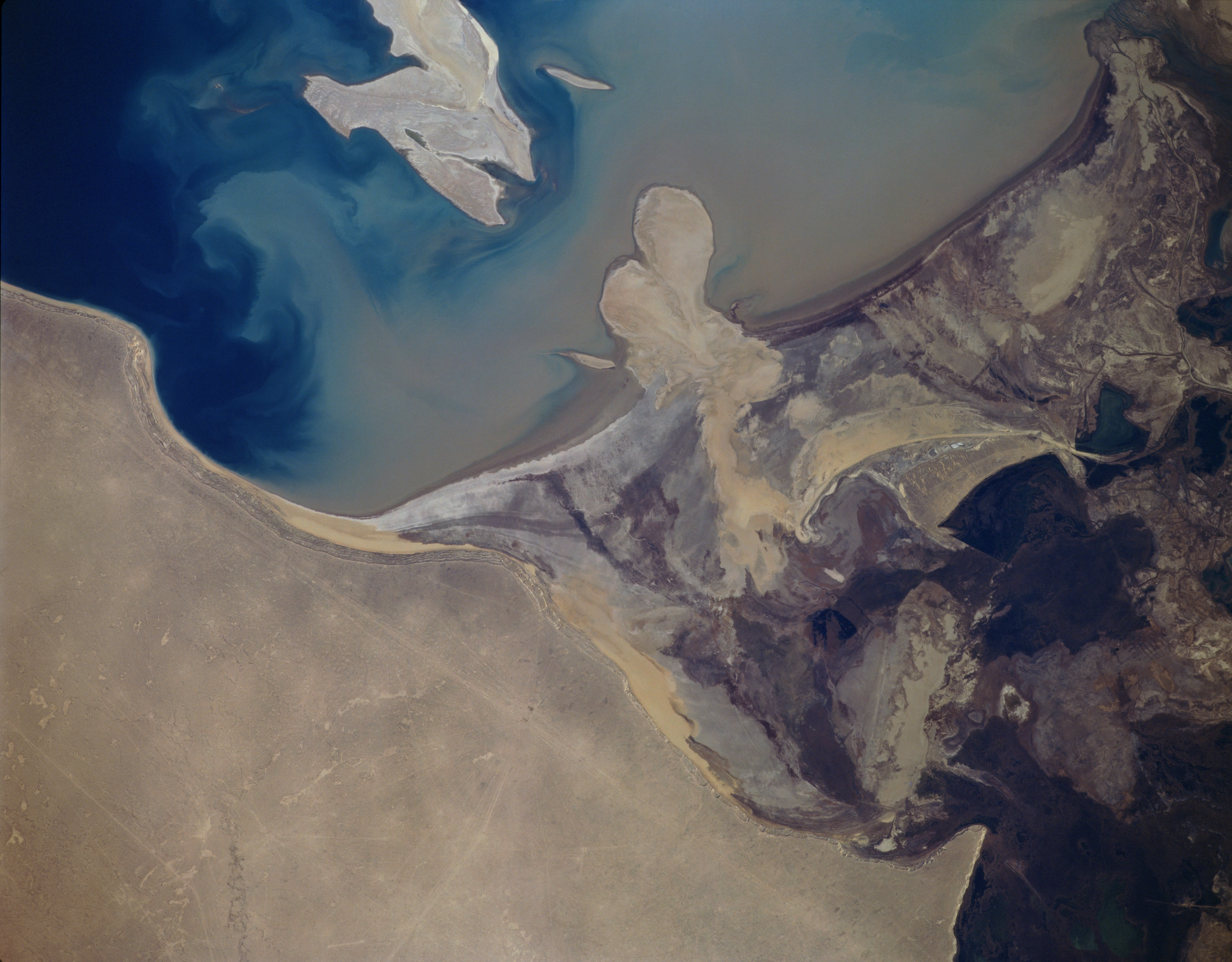
A kiszáradt Amu-darja-delta egy részlete a magasból

Az Aral-tó látványos kiszáradása akkor kezdődött, amikor a 20. század közepén Moszkvában - ekkor a régió még a Moszkva-központú Szovjetunió része volt - úgy döntöttek, hogy az Amu-darja és a Szir-darja környékén tömeges méretekben gyapotot fognak termelni, és ennek öntözéséhez felhasználják a folyók vizét. A Kara-kum és a Kizil-kum sivatagban hatalmas csatornákat építettek.
A gyapot mellett rizst is termesztenek, amelynek vízben kell állnia.
Az elmúlt évszázadban a megművelt földek nagysága az Aral környékén megduplázódott, lakossága két és félszeresére, mintegy 35 millió főre nőtt. Az öntözésre felhasznált víz mellett nagy mennyiség elszivárog a homokban, vagy a hőségben elpárolog. Az üzbég gyapotmezőkre a feljebb még több száz méter széles Amu-darja már nem jut el. Az Aral az utóbbi fél évszázadban elvesztette vizének négyötödét (jelenlegi vízmennyisége mintegy 210 km³), folyamatosan apad és az öntözés visszafogása nélkül el fog tűnni, megváltoztatva a régió klímáját és élővilágát.
Az Aral-tó régiójában ivásra is az Amu-darja vizét használják. A szennyezett víz sok megbetegedést okoz.

## A folklórban
A karakalpak népdal hasonló érzelmi tartalmat kapcsol az Amu-darjához, mint a magyar népdalok a Tiszához:
„Amu-darja vize tiszta,
Aki itta, vágyik vissza.”

## Fordítás
- Ez a szócikk részben vagy egészben  az   Amu Darya című angol Wikipédia-szócikk ezen változatának fordításán alapul.  Az eredeti cikk szerkesztőit annak laptörténete sorolja fel. Ez a jelzés csupán a megfogalmazás eredetét és a szerzői jogokat jelzi, nem szolgál a cikkben szereplő információk forrásmegjelöléseként.